# Темаш (муниципалитет)
Темаш (исп. Temax) — муниципалитет в Мексике, штат Юкатан, с административным центром в одноимённом посёлке. Численность населения, по данным переписи 2010 года, составила 6817 человек.

## Общие сведения
Название Temax c майянского языка можно перевести как: место обезьян.
Площадь муниципалитета равна 338 км², что составляет 0,85 % от площади штата, а наивысшая точка — 14 метров над уровнем моря, расположена в поселении Сан-Антонио-Камара.
Он граничит с другими муниципалитетами Юкатана: на северо-западе с Цицантуном, на севере с Цилам-Гонсалесом, на востоке с Букцоцем, на юге с Текаль-де-Венегасом и Цонкауичем, на юго-западе с Тепаканом, и на западе с Кансакабом.

## Учреждение и состав
Муниципалитет был образован в 1921 году, в его состав входит 8 населённых пунктов, самые крупные из которых:
| Код INEGI                  | Населённый пункт                                                                 | Численность населения (2005 год) | Численность населения (2010 год) |
| -------------------------- | -------------------------------------------------------------------------------- | -------------------------------- | -------------------------------- |
| 084                        | Всего                                                                            | 6764                             | 6817                             |
| 0001                       | Темаш (исп. Temax) 21°09′00″ с. ш. 88°56′20″ з. д. (административный центр)      | 6130                             | 6239                             |
| 0003                       | Ченче-де-лас-Торрес (исп. Chenché de las Torres) 21°07′47″ с. ш. 88°58′53″ з. д. | 317                              | 299                              |
| 0005                       | Сан-Антонио-Камара (исп. San Antonio Cámara) 21°10′43″ с. ш. 88°51′29″ з. д.     | 226                              | 217                              |
| 0004                       | Чукмичен (исп. Chucmichén) 21°13′46″ с. ш. 88°55′22″ з. д.                       | 54                               | 41                               |
| —                          | Прочие                                                                           | 37                               | 21                               |
| Названия на карте Генштаба |                                                                                  |                                  |                                  |

## Экономика
По статистическим данным 2000 года, работоспособное население занято по секторам экономики в следующих пропорциях:
- сельское хозяйство и скотоводство — 41,6 %;
- производство и строительство — 30,8 %;
- торговля, сферы услуг и туризма — 26,7 %;
- безработные — 0,9 %.

## Инфраструктура
По статистическим данным 2010 года, инфраструктура развита следующим образом:
- протяжённость дорог: 117,5 км;
- электрификация: 97,8 %;
- водоснабжение: 96 %;
- водоотведение: 56,1 %.

## Достопримечательности
В муниципалитете можно посетить:
- церковь Святого Михаила Архангела, построенную в XVII веке;
- часовни Святого Иосифа, Святой Варвары и Святого Романа, построенные в XVIII веке.

## Фотографии

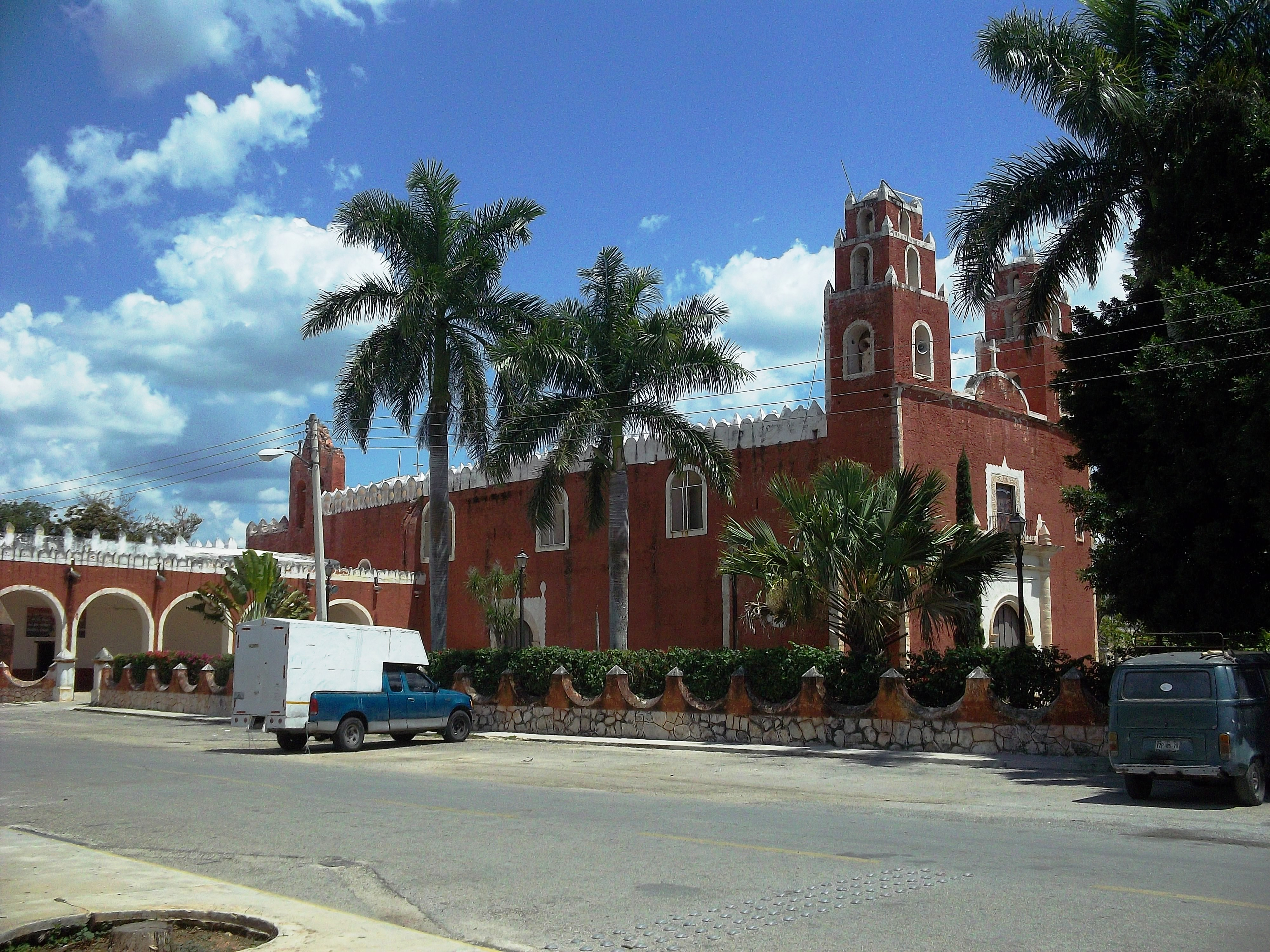
Церковь Архангела Михаила в Темаше
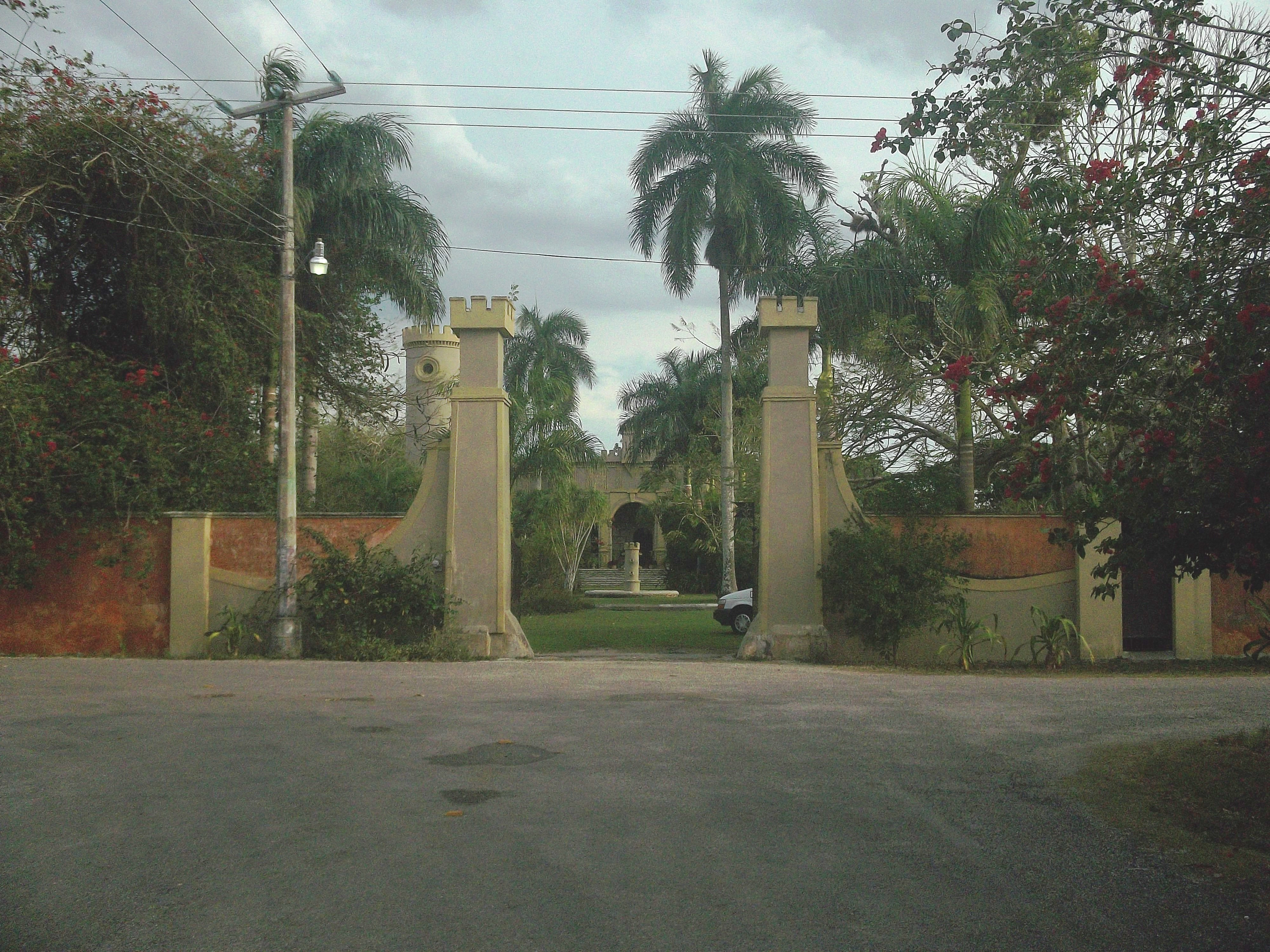
Ченче-де-лас-Торрес
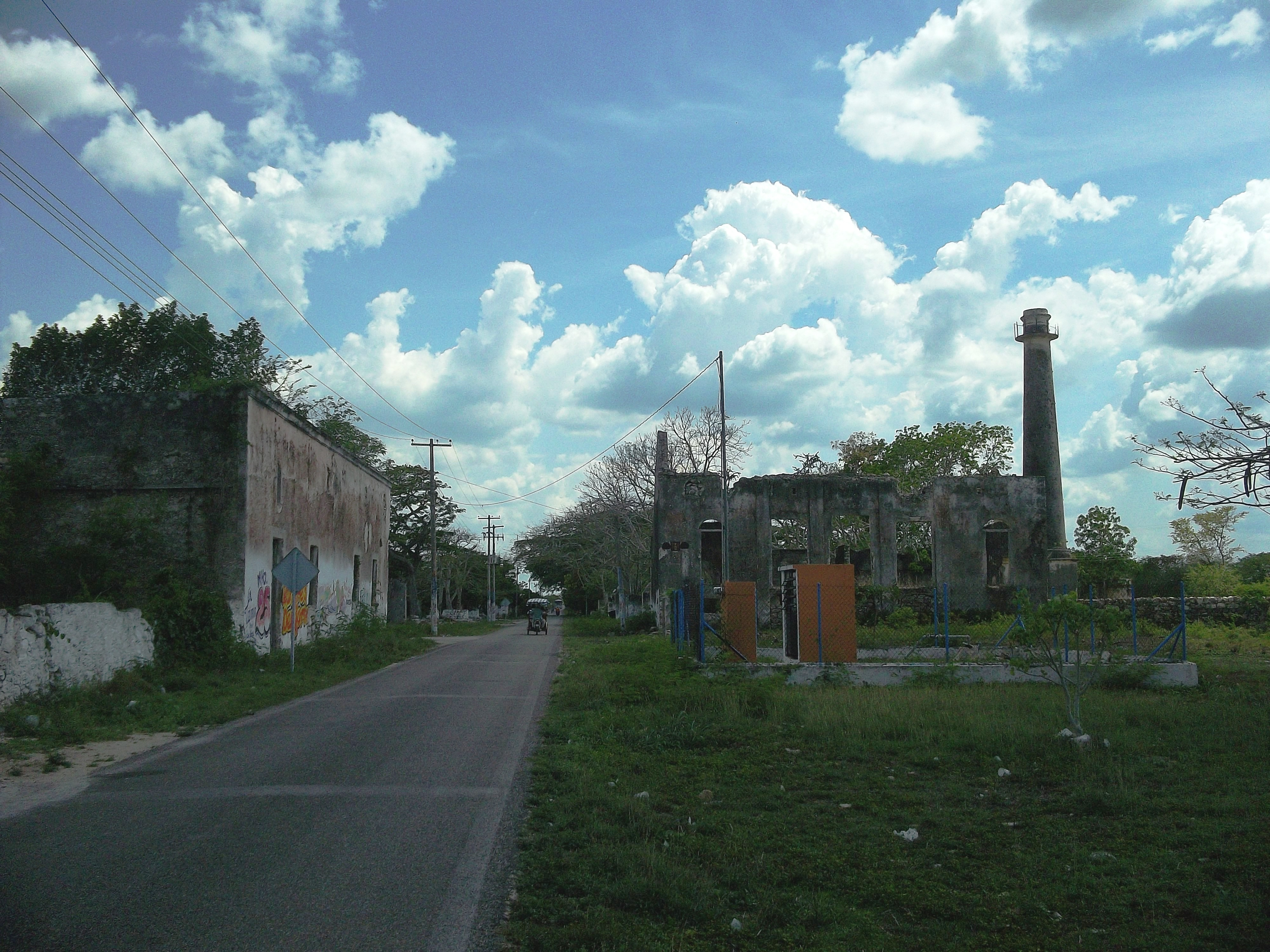
Сан-Антонио-Камара